# Paul Halmos
Paul Halmos   (Budapest, 3 de març de 1916 - Los Gatos, 2 d'octubre de 2006) va ser un matemàtic estatunidenc nascut a Budapest.

## Vida i Obra
Halmos va néixer a Budapest on el seu pare era un metge prestigiós, que va tenir la perspicàcia de preveure el futur conflicte europeu i el 1924 va marxar als Estats Units, deixant els seus fills a càrrec del metge que el va substituir en la consulta, ja que la mare havia mort quan Paul Halmos només tenia uns mesos. El 1929 eles seus fills es van reunir amb el pare i es van afincar a Chicago on el pare havia establert una nova consulta canviant el seu nom de Sándor per Alexander Charles. Paul Halmos va acabar els estudis secundaris a Chicago abans de temps i va ingressar a la universitat de Chicago el 1931, amb només quinze anys. En aquesta universitat es va graduar el 1935, i es va doctorar el 1938 defensant una tesi dirigida pel seu mestre Joseph Doob.
Després d'un curs de professor ajudant a la universitat de Chicago va anar a l'Institut d'Estudis Avançats de Princeton on va ser assitent de John von Neumann fins al 1942, quan va ser contractat per la universitat de Syracuse. Acabada la Segona Guerra Mundial, i a partir del 1946 va tenir posicions docents a les universitats de Chicago (1946-1961), Michigan (1961-1968), Hawai (1968-1969) i Indiana (1969-1984). Finalment, el 1985 es va traslladar a Los Gatos (Califòrnia) on va ser professor de la universitat de Santa Clara. Va morir a Los Gatos el 2006.
Halmos va fer aportacions fonamentals en teoria ergòdica, en teoria de la mesura i en lògica algebraica, però el seu camp de treball preferit va ser la teoria d'operadors. Va publicar més d'un centenar d'articles científics i una desena de llibres, entre els quals destaquen els següents:
- Finite Dimensional Vector Spaces (1942)
- Measure Theory (1950)
- Lectures on Ergodic Theory (1956)
- Naive Set Theory (1960)

Però el llegat de Paul Halmos no van ser només les matemàtiques, sinó més aviat una sèrie de consells i opinions sobre la vida matemàtica en general: com fer per escriure, publicar, parlar, investigar o, fins i tot, pensar en matemàtiques. Halmos va escriure sobre tots aquests temes amb una extraordinària barreja de convicció i humilitat. El 1985 va publicar una mena d'autobiografia, molt entretinguda, en la qual parlava de totes aquestes coeses: I Want to Be a Mathematician: An Automathography

## Videografia
- Vull ser un matemàtic (orig.I want to be a mathematician). Dir: Csicsery, George Paul. Gui:  Renz, Peter. Prod:  ZALA Films- 2009. 44 minuts. (en anglès). [Consulta: 9 octubre 2022]